# Rodolit
Rodolit är en rosa till brunröd varietet av rosa till röd mineralpyrop, en art i granatgruppen. Den kemiska sammansättningen ligger mellan pyrop Mg3Al2[SiO4]3 och almandin Fe3Al2[SiO4]3. Ju högre järnhalten är desto mörkare är granatsorten. 
Den beskrevs först från Cowee Valley, Macon County, North Carolina. Namnet kommer från det grekiska "rhodon" för "rosliknande", gemensamt med andra rosa mineraltyper (som rodokrosit, rodonit). Denna färg, och den vanligtvis inkluderande naturen hos granat från denna ort, har lett till att rodolit används som en ädelsten. Rodolit, liksom andra sortnamn, är inte officiellt erkänd som en mineralogisk term, utan används snarare som ett accepterat handelsnamn.

## Gemmologiska egenskaper
Mineralogiskt och kemiskt ingår rodolitgranater i serien pyrope-almandin solid-solution, med en ungefärlig bulkgranatsammansättning av Py70Al30.
Rodoliter från olika förekomster runt om i världen har karakteriserats av kristallkemiska och absorptionsspektralanalyser som visar att förutom järn kan sådana element som mangan, krom och vanadin påverka färgen på rodoliter.
Rodolitgranater framstår som genomskinliga röd-rosa-lila ädelstenar, inklusive alla olika färgnyanser mellan violett och rött. Färgerna från olika rodolitkällor kan variera från lavendelrosa till hallonrosa eller hallonröd och från lilaviolett (druva) till lilaröd.
Rodoliternas färg i kombination med deras briljans, hållbarhet och tillgängligheten för stenar utan synliga inneslutningar har lett till en viss efterfrågan på stenen inom smyckesindustrin. Rodoliter som används i smycken är i allmänhet facettslipade för att på bästa sätt använda deras briljans, även om de också finns i cabochonform.
Vissa rodoliter ändrar färg från lila till hessonitbrun när de värms upp till en temperatur på 600 °C. Denna process är inte reversibel.

## Naturlig förekomst
Många fyndigheter av ekonomisk betydelse finns i länder som tillhör den geologiska enheten i det så kallade "Moçambiquebältet", som Kenya, Madagaskar, Malawi, Moçambique, Tanzania, etc. Andra källor till rodolit finns i Brasilien, Indien (Odisha), Norge, USA och Sri Lanka.